# Prosthechea magnispatha
Prosthechea magnispatha là một loài thực vật có hoa trong họ Lan. Loài này được (Ames, F.T.Hubb. & C.Schweinf.) W.E.Higgins miêu tả khoa học đầu tiên năm 1997.